# Stenotyla lankesteriana
Stenotyla lankesteriana är en orkidéart som först beskrevs av Franco Pupulin, och fick sitt nu gällande namn av Robert Louis Dressler. Stenotyla lankesteriana ingår i släktet Stenotyla och familjen orkidéer. Inga underarter finns listade i Catalogue of Life.